# 에이드리언 하나워
에이드리언 하나워(Adrian Hanauer, 1966년 ~ )는 미국의 기업인이자 메이저 리그 사커의 시애틀 사운더스 FC의 공동 구단주이다.
하나워 가문은 1884년 시애틀에서 침구 제품 제조 업체인 퍼시픽 코스트 피덜 코퍼레이션을 설립한 독일계 이민 가족으로, 1988년 하나워는 피자 체인점 매드 피자를 개장하였다.
2002년 메이저 리그 사커의 시애틀 사운더스 FC의 관리자가 되었고, 폴 앨런 등과 함께 공동 구단주가 되었다.